# Rabkor Live
Rabkor Live (Рабкор Live) – trzeci album koncertowy białoruskiego zespołu rockowego Lapis Trubieckoj, wydany 29 grudnia 2012 roku. Album został nagrany podczas trasy koncertowej promującej album Rabkor.

## Lista utworów
| Nr  | Tytuł utworu                        | Oryginalna pisownia tytułu    | Długość |
| --- | ----------------------------------- | ----------------------------- | ------- |
| 1.  | „Intro”                             | «Интро»                       | 1:16    |
| 2.  | „Trubieckoj”                        | «Трубецкой»                   | 3:11    |
| 3.  | „Nie być skotam” (sł. Janka Kupała) | «Не быць скотам»              | 3:05    |
| 4.  | „Kapitał”                           | «Капитал»                     | 3:38    |
| 5.  | „Panas”                             | «Панас»                       | 3:02    |
| 6.  | „Bronienosiec (Ty ni pri czom?)”    | «Броненосец (Ты ни при чём?)» | 4:37    |
| 7.  | „Cmok dy aroł”                      | «Цмок ды арол»                | 3:26    |
| 8.  | „Majesz jajcy?!”                    | «Маеш яйцы?!»                 | 3:27    |
| 9.  | „Putinaroda”                        | «Путинарода»                  | 3:48    |
| 10. | „Żeleznyj”                          | «Железный»                    | 3:46    |
| 11. | „Ja wieriu”                         | «Я верю»                      | 3:30    |
| 12. | „Lyapis Crew”                       |                               | 4:06    |
| 13. | „Ogońki”                            | «Огоньки»                     | 3:00    |
| 14. | „Manifiest”                         | «Манифест»                    | 4:09    |
| 15. | „Rabkor”                            | «Рабкор»                      | 4:13    |
| 16. | „Belarus Freedom”                   |                               | 3:57    |
| 17. | „Swiaszczennyj ogoń”                | «Священный огонь»             | 2:21    |
| 18. | „Ubiej raba”                        | «Убей раба»                   | 3:36    |
| 19. | „Hraj”                              | «Грай»                        | 4:58    |
|     |                                     |                               | 1:07:06 |

## Twórcy
- Siarhiej Michałok – wokal
- Pawieł Bułatnikau – wokal, tamburyn
- Rusłan Uładyka – gitara
- Dzianis Sturczanka – gitara basowa
- Iwan Hałuszka – puzon
- Uładzisłau Sienkiewicz – trąbka
- Dzianis Szurau – perkusja
- Pawieł Traciak – gitara akustyczna, mandolina
- Andrej Babrouka – reżyser dźwięku
- Dzmitryj Babrouka – technik sceny[1]